# Municipio de Wilmot (Arkansas)
El municipio de Wilmot (en inglés: Wilmot Township) es un municipio ubicado en el condado de Ashley en el estado estadounidense de Arkansas. En el año 2010 tenía una población de 671 habitantes y una densidad poblacional de 3,4 personas por km².

## Geografía
El municipio de Wilmot se encuentra ubicado en las coordenadas 33°2′53″N 91°34′44″O / 33.04806, -91.57889. Según la Oficina del Censo de los Estados Unidos, el municipio tiene una superficie total de 197.63 km², de la cual 194,97 km² corresponden a tierra firme y (1,34 %) 2,66 km² es agua.

## Demografía
Según el censo de 2010, había 671 personas residiendo en el municipio de Wilmot. La densidad de población era de 3,4 hab./km². De los 671 habitantes, el municipio de Wilmot estaba compuesto por el 28,32 % blancos, el 67,51 % eran afroamericanos, el 0,15 % eran amerindios, el 3,13 % eran de otras razas y el 0,89 % eran de una mezcla de razas. Del total de la población el 4,62 % eran hispanos o latinos de cualquier raza.